# Topkapi (Film)

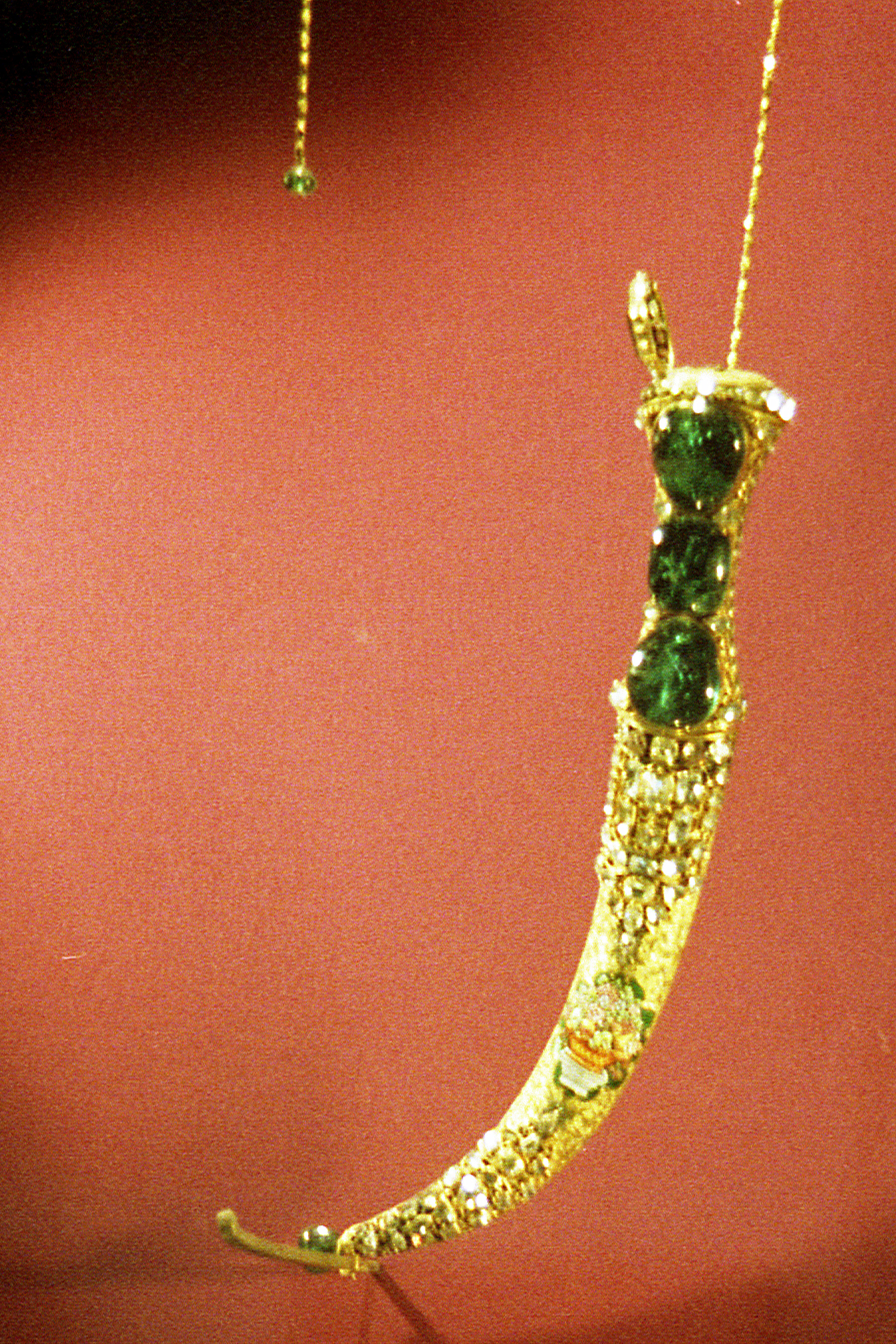
Topkapi-Dolch aus dem Topkapi-Palast. Ursprünglich von Mahmud I. für Nadir Schah in Auftrag gegeben.

Topkapi ist eine US-amerikanische Filmkomödie, die 1964 unter der Regie von Jules Dassin entstand. Der Spielfilm basiert auf dem Roman Topkapi (Originaltitel: The Light of Day) von Eric Ambler.

## Handlung
Die reiche Amerikanerin Elizabeth Lipp fälscht leidenschaftlich gerne wertvolle Schmuckstücke sowie Edelsteine, lässt sie sich aber bisweilen auch auf illegale Weise beschaffen. So wie die Smaragde auf einem wertvollen Dolch, der in einer Vitrine im Museum des Topkapı-Palasts von Istanbul ausgestellt ist und von ihrem alten Bekannten, dem Schweizer Meisterdieb und Gentleman-Gauner Walter Harper, gestohlen werden soll. Um Harper zur Planung des riskanten Coups zu überreden, muss Lipp ihre gesamten Verführungs- und Überredungskünste einsetzen.
Harper fordert, dass beim Coup ausschließlich Amateure beteiligt werden sollen, denn über Profis, allesamt polizeibekannt, wäre das Verbrechen schnell aufgedeckt. Der englische Erfinder Cedric Page soll sich um das Ausschalten der Alarmanlage im Museum kümmern. Da im Fußboden der Ausstellungsräume druckempfindliche Sensoren installiert sind, ist nur über das Dach an die Vitrine heranzukommen. Diese Aufgabe sollen die beiden Artisten Hans und Giulio übernehmen, indem der kräftige Hans den stummen Giulio von oben abseilt. Die Museumswachen sollen mit Rauchgranaten abgelenkt werden. Da der Lichtstrahl des benachbarten Leuchtturms alle 21 Sekunden wie ein Suchscheinwerfer an der Museumsmauer entlang streicht, will der geübte Schütze Harper die Leuchtturmlampe mit einem Gewehr vom Dach aus zerschießen.
Das Gewehr und die Rauchgranaten sollen, in einem Auto versteckt, von dem ahnungslosen und etwas trotteligen Kleinbetrüger Arthur Simpson unter einem Vorwand aus dem griechischen Kavala nach Istanbul eingeschmuggelt werden. Bei einer Kontrolle am griechisch-türkischen Grenzübergang finden die türkischen Grenzbeamten das Gewehr und die Rauchgranaten hinter der Türverkleidung. Simpson wird verhaftet und beim Verhör vom türkischen Geheimdienstmajor Tufan beschuldigt, ein Attentat während der bevorstehenden Feierlichkeiten zu planen. Simpson kann sich der drohenden Hinrichtung als Terrorist nur entziehen, indem er sich verpflichtet, mit Tufan zusammenzuarbeiten. Er soll seinen ursprünglichen Auftrag zu Ende bringen und dabei alle Informationen über seine Auftraggeber an Tufan übermitteln.
Also liefert Simpson das Auto nebst Schlüssel und Papieren wie mit Harper vereinbart am Hilton in Istanbul ab, ständig beobachtet von den türkischen Geheimdienstleuten. Als Page das Auto abholen will, versucht Simpson, ihn für weitere Informationen in ein Gespräch zu verwickeln, doch Page kann ihn abwimmeln. Von einem Streifenpolizisten wird er darauf hingewiesen, dass der Wagen nur vom eingetragenen Besitzer oder von demjenigen gefahren werden dürfe, der das Auto ins Land eingeführt habe. Page bleibt nichts anderes übrig, als Simpson weiterhin als Fahrer zu engagieren.
Der Rest der Bande bereitet sich in einer Villa auf den großen Coup vor und ist zunächst erstaunt über das Auftauchen Simpsons. Um keinen Verdacht zu erwecken und Simpson weiterhin als Fahrer zur Verfügung zu haben, nehmen sie ihn arglos in der Villa auf. Unter Harpers Führung laufen die Vorbereitungen in akribischer Weise weiter. Die Bande besucht das Museum zu den normalen Öffnungszeiten und macht sich ein Bild von der Lage. Dabei nehmen sie unauffällig Wachsabdrücke der Türschlösser, um Nachschlüssel anfertigen zu können. Tufan lässt in der Zwischenzeit die verlassene Villa durchsuchen, jedoch ohne Ergebnis. Der vorsichtige Harper hat alle Pläne durch Giulio im angrenzenden Bosporus unter Wasser verstecken lassen.
Einige Tage vor dem geplanten Diebeszug quetscht sich Hans bei einem Streit mit dem stets betrunkenen Koch Gerven beide Hände in einer Tür und fällt damit für das Abseilen vom Dach aus, sodass Simpson als Ersatzmann fungieren soll. Er wird in die Pläne eingeweiht und verrät dabei angesichts des lockenden Gewinns von 10.000 Dollar unabsichtlich seine Zusammenarbeit mit dem türkischen Geheimdienst. Vor Schreck wollen die Bandenmitglieder sofort das Land verlassen, doch Harper kommt zu dem Schluss, den Plan abzuändern und den Geheimdienst zu ihrem Vorteil mit einzubeziehen. Sie beschließen, die Waffen im Auto nicht anzurühren, sondern sich anders zu behelfen und den Termin auf denselben Abend vorzuverlegen.
Nachmittags im Stadion bei einem großen Öl-Ringkampfturnier können sie sich der Beschattung durch den Geheimdienst entziehen und absetzen. Lediglich der nutzlos gewordene Hans sowie ihr Auto bleiben als Ablenkung zurück. Unmittelbar nach Museumsschließung gelingt es Harper, Simpson und Giulio, mit ihren nachgemachten Schlüsseln bis auf das Dach vorzudringen. Sie lotsen den an Höhenangst leidenden Simpson mit Mühe über die Palastdächer bis zur Schatzkammer mit der Vitrine und warten auf den Einbruch der Dunkelheit. Page und Lipp suchen in der Zwischenzeit den Besitzer eines fahrenden Wachsfigurenkabinetts auf, der in seinem Bestand eine Nachbildung des wertvollen Dolches hat. Sie nehmen das Imitat mit, um es später gegen den echten Dolch zu tauschen und ihn so aus Istanbul hinauszubringen. Dann begeben sie sich in den Leuchtturm, lenken den Leuchtturmwärter ab und manipulieren den Lichtstrahl an Giulio vorbei, als der nicht ohne Schwierigkeiten vom tollpatschigen Simpson an einem Seil abgelassen wird. Giulio öffnet ein Fenster, wird in die Schatzkammer abgelassen und befestigt einen Sauggreifer an einem zweiten Seil an der Vitrine. Harper zieht sie hoch, so dass Giulio den wertvollen Dolch an sich nehmen und den falschen Dolch zurücklassen kann. Vorsichtig wird die Vitrine wieder abgesenkt, und Giulio gelangt auf dem gleichen Weg zurück auf das Dach. Als er das Fenster wieder herunterklappt, dringt unbemerkt ein Vogel ein und ist nun im Raum gefangen.
Die drei Einbrecher seilen sich vom Dach ab, wo der Besitzer des Wachsfigurenkabinetts den wertvollen Dolch in Empfang nimmt, während die anderen wieder in dem Sportstadion zusammenfinden. Harper ist klar, dass sie nie unbehelligt ausreisen dürfen. Deshalb melden sie sich beim türkischen Geheimdienst und geben vor, sie hätten zufällig im Auto die Waffen entdeckt und wollten, um ihre Unschuld zu beweisen, dies sofort zur Anzeige bringen. In diesem Moment löst der in der Schatzkammer eingesperrte Vogel den Alarm aus. Telefonisch verständigt, werden dem Geheimdienstmajor nun die Hintergründe klar. Mit der selbstzufriedenen Bemerkung „Ein kleiner Vogel hat es mir gesungen“ lässt er die Bande sowie den Besitzer des Wachsfigurenkabinetts verhaften.
Schließlich gehen die Bandenmitglieder in Gefängniskleidung und mit missmutiger Miene im Innenhof eines Gefängnisses umher. Elizabeth Lipp flüstert den Männern im benachbarten Innenhof zu, sie habe eine hervorragende Idee: Es existiere ein geheimer Gang im Kreml zu den russischen Kronjuwelen. Im Abspann trifft die Gruppe in Moskau ein.

## Hintergrund
Der Film wurde in Griechenland, im Topkapı-Palast in Istanbul und in Frankreich gedreht. Die Premiere fand in Frankreich am 2. September 1964 statt.

## Deutsche Fassung
Die deutsche Synchronbearbeitung entstand 1964 in den Ateliers der Ultra-Film Synchron GmbH in Berlin unter der Regie von Josef Wolf.
| Rolle                | Darsteller        | Synchronsprecher  |
| -------------------- | ----------------- | ----------------- |
| Elizabeth Lipp       | Melina Mercouri   | Gisela Trowe      |
| Arthur Simon Simpson | Peter Ustinov     | Alexander Welbat  |
| Walter Harper        | Maximilian Schell | Maximilian Schell |
| Cedric Page          | Robert Morley     | Erich Fiedler     |
| Hans Fischer         | Jess Hahn         | Martin Hirthe     |
| Gerven               | Akim Tamiroff     | Stanislav Ledinek |

Im deutschen Fernsehen war Topkapi erstmals am 2. März 1972 um 20:15 Uhr in der ARD zu sehen.

## Kritiken
- Lexikon des internationalen Films: „Unterhaltsame Mischung aus Kriminalkomödie und Selbstpersiflage nach dem Muster von „Rififi“, das sich zwar merklich abgenutzt hat, aber dank der gut aufgelegten Darsteller immer noch Vergnügen bereitet.“[2]

## Auszeichnungen
1965 wurde Peter Ustinov in der Kategorie Bester Nebendarsteller mit einem Oscar ausgezeichnet. Da er bei der Verleihung nicht anwesend war, wurde der Preis von Jonathan Winters entgegengenommen.
Bei den Golden Globe Awards 1965 waren Ustinov als Bester Hauptdarsteller (Komödie) und Melina Mercouri als Beste Hauptdarstellerin (Komödie) nominiert.
Ustinov gewann 1965 einen Laurel Award als Bester Nebendarsteller. Der Film selbst war in der Kategorie Bestes Action-Drama nominiert und erreichte den vierten Platz.
Die Drehbuchautorin Monja Danischewsky wurde für einen WGA-Award für das beste Drehbuch einer Komödie nominiert.

## DVD-Veröffentlichung
- Topkapi. MGM Home Entertainment 2004
- Topkapi. Koch Media 2018, Blu-ray